# Presenta
Presenta® es una variedad cultivar de ciruelo (Prunus domestica), de las denominadas ciruelas europeas, es marca registrada®.
Una variedad de ciruela criada en Alemania por Walter Hartmann en la Universidad de Hohenheim situada en Stuttgart, en 1981, mediante el cruce de las variedades 'Ortenauer' x 'President'.
Las frutas tienen una talla de tamaño mediano de forma ovalada, ligeramente asimétrica, con peso promedio de 34 a 38 g;epidermis tiene una piel azul oscuro, aromática recubierta de abundante pruina, fina, y una pulpa color amarillo a amarillo dorado, textura firme y se pela bien del hueso, y sabor armonioso con un buen contenido de azúcar, poco ácida.

## Historia
'Presenta'® variedad de ciruela incluida en el grupo de las Reinas Claudias, obtenida por Walter Hartmann por el cruce de las variedades 'Ortenauer' como "Parental Madre" x fecundada por el polen de la variedad 'President' como "Parental Padre", en la Universidad de Hohenheim situada en Stuttgart, en 1981. Fue registrada comercialmente en el año 2005.

## Características
'Presenta'®  árbol de porte de crecimiento suelto con fertilidad temprana, alta y regular. Crece mejor en un lugar cálido y soleado, idealmente protegido del viento, sus exigencias al suelo del jardín son modestas: debe ser rico en nutrientes, húmico y húmedo y no propenso a encharcarse. Flor blanca, auto polinizable, que tiene un tiempo de floración que comienza a partir del 15 de abril con el 10% de floración, para el 19 de abril tiene una floración completa (80%), y para el 1 de mayo tiene un 90% de caída de pétalos.
'Presenta'® tiene una talla de tamaño mediano, forma ovaladas, ligeramente asimétrica, con peso promedio de 34 a 38 g;epidermis tiene una piel azul oscuro, aromática recubierta de abundante pruina, fina, blanquecina; sutura con línea visible, de color algo más oscuro que el fruto. Situada en una depresión muy suave, algo más acentuada junto a cavidad peduncular; pedúnculo de longitud mediano, fuerte, leñoso, con escudete muy marcado, muy pubescente, con la cavidad del pedúnculo estrecha, poco profunda, rebajada en la sutura y más levemente en el lado opuesto; pulpa de color amarillo a amarillo dorado, textura firme y se pela bien del hueso, y sabor armonioso con un buen contenido de azúcar, poco ácida.
Hueso de fácil deshuesado, grande, alargado, muy asimétrico, con el surco dorsal muy ancho y profundo, los laterales más superficiales, zona ventral poco sobresaliente, superficie rugosa.
Su tiempo de recogida de cosecha se inicia de finales de agosto a principios de septiembre.

## Usos
Se usa comúnmente como postre fresco de mesa buena ciruela de postre de fines de verano. Además ya que la piel blanquecina y perfumada se puede quitar fácilmente se puede procesar por ejemplo en mosto, o compota.
Se utiliza también en la elaboración del licor de ciruela Presenta. 

## Cultivo
Aunque es autopolinizable, mediante la polinización de las variedades 'Cacaks Schöne', 'Ortenauer', o 'Jojo', mejora francamente su calidad.
Variedad cultivada principalmente en Alemania, y República Checa.

## Características y precauciones
Resistente al Virus de la Sharka, poco susceptible a Monilia. La resistencia de 'Presenta' a la sharka es el resultado de la hipersensibilidad de la cepa al virus. El tejido del árbol muere alrededor del sitio infectado, lo que detiene el avance del patógeno. Por lo tanto, 'Presenta' solo se puede criar en portainjertos libres de Sharka, si se injerta en un portainjertos infestado, el vástago no crecería debido a la reacción de rechazo.